# Ephippiger discoidalis
Ephippiger discoidalis (Fieber, 1853) è un insetto ortottero appartenente alla famiglia Tettigoniidae.

## Descrizione
Animale tozzo e lento, di dimensioni variabili a seconda dell'habitat: verso la costa gli individui tendono ad essere più grandi di quelli di zone collinari o montane (lunghezza minima di 20 mm e massima di 35). Le zampe posteriori adibite al salto sono relativamente strette e corte. Le ali vestigiali sono nere con due grosse macchie bianche nella zona finale e rendono la specie inconfondibile nel suo areale. Pure la zona occipitale rossa è molto caratteristica, anche se a volte può essere nascosta dal pronoto. La colorazione addominale è particolarmente bella ed è un altro segno di distinzione della specie: di fondo può essere verde, gialla o bruna anche tendente al rossastro solitamente con bande gialle trasversali e nella zona finale di ogni tergite; a volte anche il pronoto risultano macchie giallastre.
I cerci hanno forma abbastanza cilindrica con quattro dentelli, due posti alla fine delle estremità esterna destra e sinistra di ciascuno dei due cerci e gli altri posti perpendicolarmente ai primi due, verso l'interno, due spine poste una di fronte l'altra. L'epiprocto è molto sviluppato quadrangolarmente verso l'esterno. L'ovopositore può essere molto lungo (20-30 mm) con base ingrossata, leggermente piegato all'insù.

## Biologia

### Fenologia
Generalmente gli adulti sono rinvenibili da tardo giugno a fine ottobre.

### Bioacustica
Il canto viene prodotto dalle tegmine vestigiali. Sia il maschio che la femmina sono in grado di cantare.
- Ephippiger discoidalis canto
- Ephippiger discoidalis canto

## Distribuzione e habitat
La specie è presente dalle Alpi del Trentino-Alto Adige e in Venezia Giulia nel Carso Triestino (dove è molto comune), l'Istria, la Dalmazia e parte delle Alpi Dinariche fino alla costa Adriatica albanese più settentrionale.
Si trova in zone xerotermiche ed ecotonali, con cespugli ed erba alta.

## Conservazione
La Lista rossa IUCN classifica Ephippiger discoidalis come specie a rischio minimo (Least Concern).